# Ante Šarić
Ante Šarić (Spalato, 6 aprile 1984) è uno scacchista croato.
Ha ottenuto il titolo di Maestro Internazionale nel 2003 e di Grande Maestro nel 2007. Nel 2010 la FIDE gli ha anche attribuito il titolo di FIDE Trainer

## Principali risultati
Nel luglio 2003 ha vinto a Rabac il campionato croato giovanile U19.
Nel 2012 ha vinto il campionato croato a squadre giocando per il club ŠK Liburnija Rijeka. Ha partecipato anche al campionato bosniaco a squadre con il club ŠK Napredak Zenica (2008 e 2009) e con il club HŠK Napredak Sarajevo nel 2011.
Con la nazionale croata, dal 2004 al 2015 ha partecipato a 10 edizioni della Mitropa Cup, ottenendo complessivamente il 54,3% dei punti. Ha vinto sette medaglie d'oro, tre individuali (2004, 2007 e 2013) e quattro di squadra (2004, 2008, 2009 e 2013).
Ha ottenuto il suo massimo rating FIDE in gennaio 2016, con 2600 punti Elo.